# Abdoullah Khan
00Sultan 'Adu'llah Khan (Safa, 1670 - Hérat, 13 novembre 1721) fut un Shah de Hérat, un Sultan de Safa et un Chef de la Tribu Abdali. Il régna de 1695 à 1721.
Abdoullah Khan est né à Safa, en 1670. Il était le fils aîné de Hayat Khan Khudakka, Sultan de Safa et Chef de la Tribu Abdali, et de sa première épouse, une Afghane dont l'Histoire n'a pas gardée le nom. Il dut quitter le sultanat de Safa en 1680 avec son père, lors de l'abdication de celui-ci qui faisait place à son cousin Jafar Sultan, pour rejoindre Multan. Mais ce dernier mourut en 1695 et Abdoullah en profita pour revenir à Safa, où il fut proclamer 6e Sultan de Safa et 9e Chef de la Tribu Abdali.
En 1708, il aida son ennemi héréditaire, le chef du clan Hotaki, son lointain cousin Mir Wais, qui s'était rebellé contre la domination séfévide et avait tué le gouverneur persan d'Afghanistan, Gurgin Khan. Mais cette rébellion échoua et il dut retourner à Safa, tandis que Mir Wais Hotaki continua la lutte contre les Perses. Au contraire, en 1709, il se rangea du côté ennemi et vint sous la bannière du roi Kaikhosro de Karthli, qui dirigeait les forces perses en Afghanistan, qui le reconnut en tant que chef de la tribu Abdali.
Il dut se retirer de Safa lors de la défaite des Séfévides à Kandahar, pour aller à Hérat, où il se proclama Shah. Puis, il revint du côté afghan et se rebella contre le nouveau gouverneur Abbas Quli Khan Shamlu. Il captura la forteresse d'Isfizar et entama le siège de cette ville, qui s'acheva victorieusement pour Abdoullah, le 25 juillet 1717. Il prit également le contrôle des villes de Ghourian, Kouchan, Bala-Mourghab, Badghis, Obah et Farah. Devenu le plus puissant prince d'Afghanistan, il fut finalement assassiné par son cousin Qsim Khan Zafran-khel, à la forteresse de Rauda Bagh, à Hérat, le 13 novembre 1721. Dernier Chef de la Tribu Abdali, sa mort entraîna la division de ses terres et le chaos au sein du clan, qui ne s'achevera qu'avec l'avènement de Ahmad Shâh sur le trône d'Afghanistan, en 1747.

## Famille et descendance
Abdoullah Khan avait épousé une fille de Sardar Daulat Khan, dont il eut cinq fils :
- Asadoullah Khan II (1687-1720)
- Mouhammad Khan (mort en 1750), Chef des Abdali
- Abdoul Rahman Khan
- Allah Yar Khan, Shah de Hérat
- Ali Yar Khan